# Ромашин, Александр Гаврилович
Алекса́ндр Гаврии́лович Рома́шин (20 июня 1934, Воротышино, Западная область — 19 июня 2014) — советский и российский учёный и изобретатель. Доктор технических наук (1981), профессор (1989). Заслуженный деятель науки и техники РСФСР, лауреат Ленинской премии, премии СМ СССР и Правительства РФ.

## Биография
Родился в с. Воротышино Ярцевского района (ныне — Смоленская область). В 1958 окончил Московский энергетический институт по специальности «Теплофизика».
Работал в Обнинске. В 1958—1966 — старший лаборант, м.н.с. Физико-энергетического института. С 1966 по 1978 ст. научный сотрудник, начальник лаборатории, зам. начальника Обнинского филиала Научно-исследовательского института технического стекла (НИТС) Министерства авиационной промышленности СССР.
В 1978—2005 генеральный директор ГНЦ ФГУП «НПП „Технология“», созданного на базе филиалов НИТС и ВИАМ (Всероссийский институт авиационных материалов).
Доктор технических наук (1981). Профессор (1989). Заслуженный деятель науки и техники РСФСР (1984). Академик РИА (1990), МИА (1992), Международной академии керамики (1994).
Занимался научными исследованиями в области материаловедения, технологии и конструкций из неметаллических материалов (керамики, стекла, полимерных композитов).
Автор более 300 научных трудов, получил 52 авторских свидетельства и патента. Работал над решением задач по использованию композитов в космических аппаратах «Протон-М», «Рокот», спутниках «Купон», самолётах Су-29, Су-31, Су-33, С-80, А-40 «Альбатрос», Ту-204, Ту-334, созданию ударопрочного остекления для скоростных железнодорожных поездов.
Был научным руководителем при подготовке 4 докторских и 15 кандидатских диссертаций.
В июне 2015 г. на годовом собрании акционеров ОНПП «Технология» было принято решение присвоить предприятию имя его первого генерального директора — А. Г. Ромашина.
Профессиональная биография А. Г. Ромашина подробно и интересно изложена в мемуарной повести «Автобиографическая повесть генерального директора» (М., 2014).

## Награды и премии
Ленинская премия (1978). Премия Совета Министров СССР (1986). Премия Правительства РФ в области науки и техники (1995). Орден Трудового Красного Знамени.
Почётный гражданин города Обнинска.